# Liste des évêques de Solsona
Liste des évêques et des administrateurs apostoliques du diocèse de Solsona.

## Liste des évêques de 1594 à 1838
- Luis Sans y de Codol (1594–1612) nommé évêque de Barcelone
- Juan Álvarez Zapata O. Cist (1613–1623)
- Miguel Santos de San Pedro (1624–1630) nommé archevêque de Grenade
- Pedro Puigmartí y Funes O.S.B (1630–1632)
- Diego Serrano de Sotomayor O.de.M (1635–1639) nommé évêque de Segorbe
- Pedro (de Santiago) Anglada Sánchez O.S.A (1640–1644) nommé évêque de Lérida
- Siège vacant de 1644 à 1656
- Francisco Roger (1656–1663)
- Luis de Pons y de Esquerrer (1664–1685)
- Manuel de Alba (1685–1693) nommé évêque de Barcelone
- Gaspar Alonso de Valeria (1694–1699) nommé évêque de Lérida
- Guillermo de Gonyalons O.S.A (1700–1708)
- Francisco Dorda O. Cist (1710–1716)
- Pedro Magaña O.S.B (1717–1718)
- Tomás Broto y Pérez (1720–1736)
- José Esteban de Noriega O. Praem (1738–1739)
- Francisco Zarceño y Martínez O.SS.T (1739–1746)
- José de Mezquía Díaz de Arrízola O. de M (1746–1772)
- Rafael Lasala y Locela O.S.A (1773–1792)
- Agustín Vázquez Varela O. Cist (1793–1794)
- Pedro Nolasco Mora O. de M (1794–1809)
- Manuel Benito Tabernero (1814–1830)
- Juan José de Tejada Sáenz O. de M. (1832–1838)

## Siège vacant de 1838 à 1891, dirigé par un administrateur apostolique
- Pedro Coma y Francisco Blanch (1838–1841) (1re fois)
- Domingo Sala Moriner (1841–1842) (1re fois)
- Jerónimo Bellit Verneda (1842–1846)
- Gil Esteve y Tomás (1846–1848)
- Domingo Sala Moriner (1848–1853) (2e fois)
- Juan Palau Soler (1853–1857)
- Francisco Blanch (1857–1864) (2e fois)
- Pedro Jaime Segarra (1864–1881)
- Ramón Casals (1881–1891)
- José Morgades y Gili (1891–1895)
- Ramón Riu Cabanas (1895–1901)
- Juan Benlloch y Vivó (1901–1906) nommé évêque d'Urgell
- Luis Amigó Ferrer, O.F.M Cap (1907–1913) nommé évêque de Segorbe
- Francisco de Asís Vidal y Barraquer (1913–1919) nommé archevêque de Tarragone

## Restauration du diocèse en 1933
- Valentín Comellas Santamaría (1919–1945)
- Vicente Enrique y Tarancón (1945–1964) nommé archevêque d'Oviedo
- José Bascuñana López (1964–1977)
- Miguel Moncadas Noguera (1977–1989)
- Antoni Deig Clotet (1990–2001)
- Jaime Traserra Cunillera (2001–2010)
- Xavier Novell i Gomà (2010–2021)[1]
  - Romà Casanova Casanova (2021-2022), administrateur apostolique
- Francisco Simón Conesa Ferrer (es) (2022- )

## Source
- (es) Cet article est partiellement ou en totalité issu de l’article de Wikipédia en espagnol intitulé « Anexo:Obispos de Solsona » (voir la liste des auteurs).